# Ehud Manor

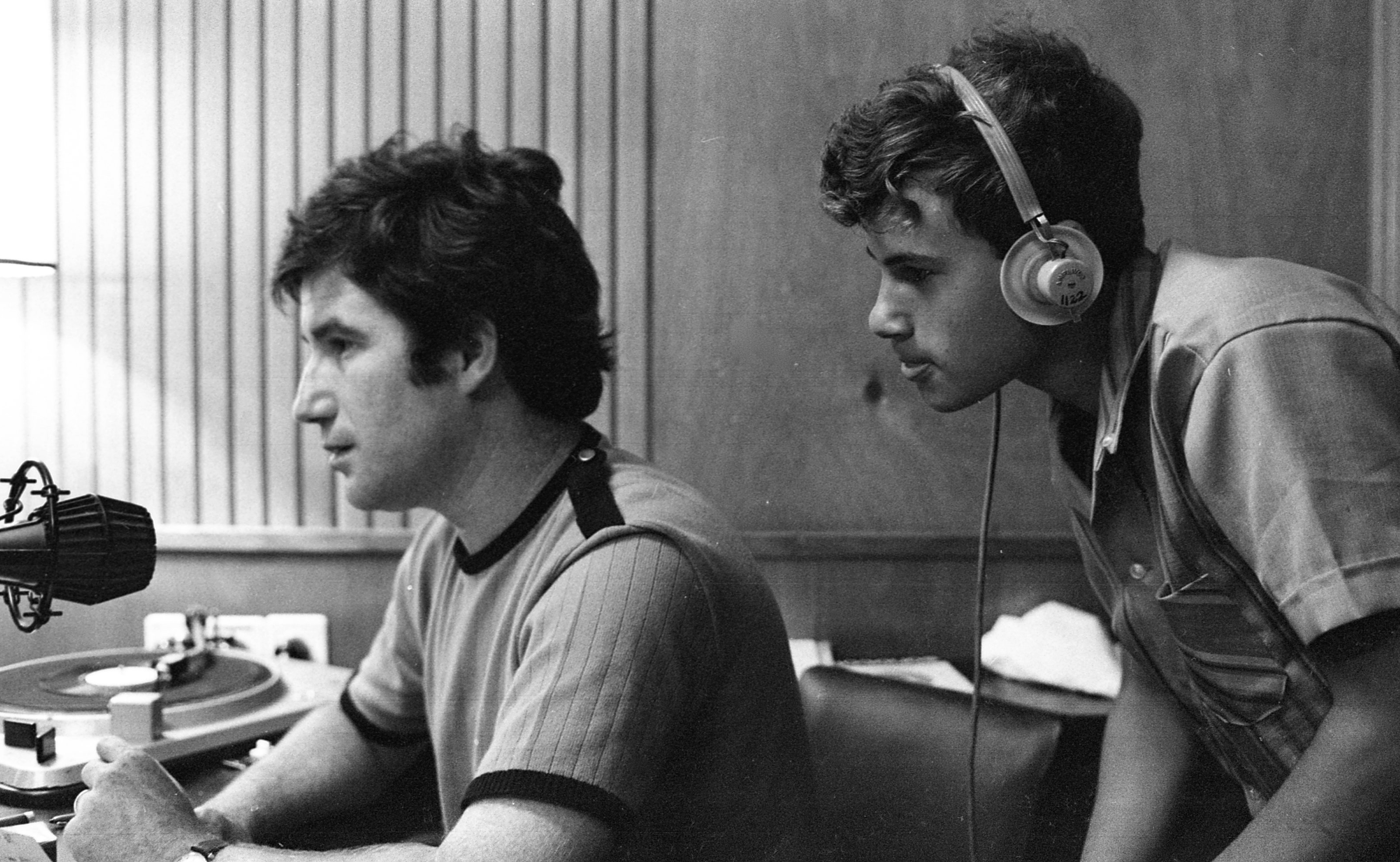
Ehud Manor (vlevo) v rozhlasovém studiu, 1969

Ehud Manor (hebrejsky אהוד מנור‎, rodným jménem Ehud Weiner; 13. července 1941, Binjamina – 12. dubna 2005, Binjamina) byl izraelský autor písní, překladatel a rozhlasová a televizní osobnost.

## Biografie
Narodil se v mošavu Binjamina ještě za dob britské mandátní Palestiny a měl dva bratry (Cviho a Jehudu). Po absolvování povinné vojenské služby v Izraelských obranných silách vystudoval literaturu na Hebrejské univerzitě v Jeruzalémě a komunikaci v New Yorku. Během studií v New Yorku se seznámil se svou budoucí manželkou Ofrou Fuchsovou a dva měsíce po seznámení se s ní oženil. Společně měli tři děti: Gali, Libi a Jehudu.
V 60. letech začal pracovat v rozhlasu jako hudební redaktor a v té době si hebraizoval své příjmení z Weinera na Manora. Během své kariéry napsal přes 1250 písní, včetně Ejn li erec acheret, Brit olam, ba-Šana ha-ba'ah, Zo jalduti ha-šnija či Achi ha-ca'ir Jehuda. Poslední zmíněnou napsal na památku svého bratra Jehudy, který zahynul během opotřebovací války v roce 1968. Byl autorem textů řady izraelských písní, které usilovaly o vítězství v soutěži Eurovision Song Contest, včetně vítězné písně Abanibi z roku 1978 a písní Chaj z roku 1983, Ze Rak Sport z roku 1992, Le-ha-amin z roku 2004 a Zman z roku 2005. Během svého života přeložil do hebrejštiny na 630 děl (např. od Shakespeara, Molièra), muzikálů (např. Vlasy) a písní.
Zemřel ve svém domě v Binjamině na srdeční zástavu. O několik let dříve se úspěšně vyléčil z rakoviny plic.

## Ocenění
V roce 1998 mu byla udělena Izraelská cena za hebrejskou hudbu. Týden před jeho smrtí oznámila Bar-Ilanova univerzita záměr udělit Manorovi čestný doktorát. V roce 2005 byl v internetové soutěži 200 největších Izraelců zvolen 3. největším Izraelcem všech dob.